# Francis Bret Harte

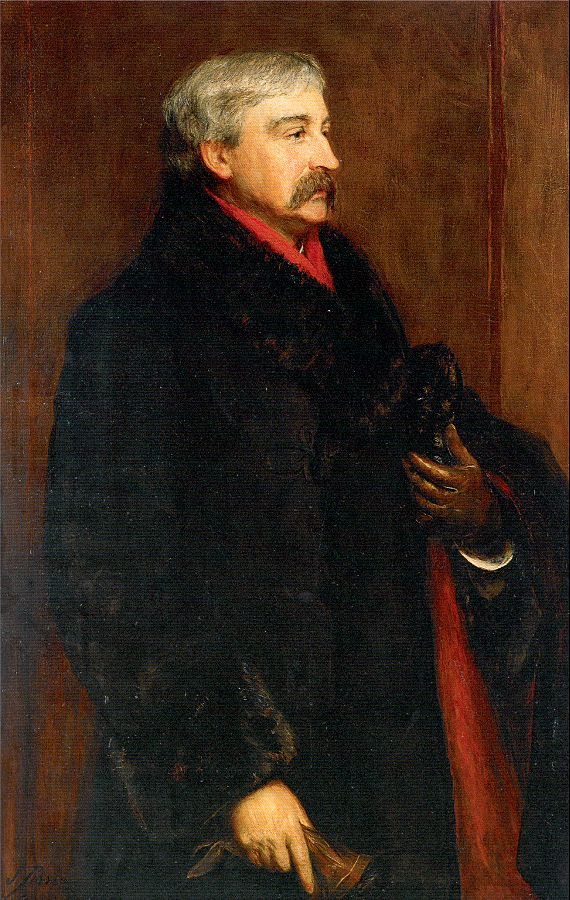
Olieverfschilderij van John Pettie dat Bret Harte afbeeldt.

Francis Bret Harte (Albany, 25 augustus 1836 - Londen, 6 mei 1902) was een Amerikaanse schrijver en dichter die vooral bekend is om zijn verhalen over het leven van de pioniers in Californië.
In 1868 werd Bret Harte de uitgever van Overland Monthly, en vanaf 1871 schreef hij artikelen voor The Atlantic Monthly. Zijn verhaal The Luck of Roaring Camp verscheen in het tweede nummer van dit tijdschrift en bracht Harte landelijke bekendheid. 
Bret Harte wordt beschouwd als een vroege meester van het korte verhaal, en vooral zijn Californische verhalen hadden veel succes. Hij wist humor met rake karakterschetsen en pathos te combineren in verhalen als "The Luck of Roaring Camp" (1868) en "De Paria's of Poker Flat" (1869), en in gedichten als "Plain Language from Truthful James". Van zijn werk werden tussen 1867 en 1889 veertig boekdelen gepubliceerd.
In 1878 werd hij consul in het Duitse Krefeld, een ambt dat hij zeven jaar later opnam in het Schotse Glasgow. In 1885 trok hij naar Londen en keerde nooit meer terug naar de Verenigde Staten.
- Bibsys: 90171738
- Biblioteca Nacional de España: XX1724047
- Bibliothèque nationale de France: cb12115345t (data)
- Catàleg d'autoritats de noms i títols de Catalunya: 981058518808006706
- CiNii: DA03774526
- Digitale Bibliotheek voor de Nederlandse Letteren: bret008
- Gemeinsame Normdatei: 118720554
- International Standard Name Identifier: 0000 0001 2145 1386
- Library of Congress Control Number: n79103643
- Nationale Bibliotheek van Letland: 000120444
- MusicBrainz: a9739b3e-d2ac-4490-badb-87f80346c18d
- Bibliotheek van het Japanse parlement: 00442599
- Nationale Bibliotheek van Tsjechië: jn19990009782
- Nationale bibliotheek van Australië: 35175510
- Nationale Bibliotheek van Israël: 987007262303505171
- Nationale Bibliotheek van Polen: a0000001142270
- Nationale en Universitaire bibliotheek Zagreb: 000062084
- Nederlandse Thesaurus van Auteursnamen: 070536449
- Réseau des bibliothèques de Suisse occidentale: 02-A000078645
- Istituto Centrale per il Catalogo Unico: CFIV107613
- LIBRIS: 190149
- SNAC: w6n877ts
- Système universitaire de documentation: 027324338
- Trove: 852509
- Virtual International Authority File: 100194313
- WorldCat: E39PBJd3HMGmQ69VRtfyK8H9jC